# Comandancia de Polloc
La Comandancia político-militar  de Polloc, también conocido como Pollok, fue una dependencia militar de la Capitanía General de las Filipinas situada en la isla de Mindanao adscrita al Distrito 5º de Cottabato.
En la actualidad Polloc es un barrio del municipio de Parang que cuenta con una población de 3.394 habitantes.

## Puerto de Polloc
Establecimiento militar  situado en una isla inmediata, á la costa occidental de la isla de Mindanao, sobre la bahía Illana y á 7º 23' de latitud N., y 127° 45' de longitud oriental, con puerto y fondeadero donde se ha formado un pueblo llamado Paliarán.
A mediados del siglo XIX la población lo componían en número de 323 habitantes, las familias y dependientes de los empleados en la factoría, y de los militares que guarnecen el fuerte, el cual cuenta solo con un recinto de estacas y tierra. 
En él hay un cuartel para dos compañías de infantería y un destacamento de artillería, con los correspondientes pabellones de  oficiales. 

"...Rodeado el establecimiento militar de pueblos y naturales mahometanos dependientes del Sultán de Mindanao, el trato y relaciones que hay no suele ser muy duradero, y en ocasiones amenazan los infieles atacar el fuerte y aun pegarle fuego, cosa que á decir verdad no sería tan fácil como ellos creen..."

"...Además hay un cuerpo de guardia de Marina llamado Pantalan, y á su inmediación las cinco falúas que componen la división ..."
M. Cánovas.
Noticias Históricas, geográficas, estadísticas, administrativas y militares...

Polloc era  a finales del  un pueblo de la provincia de Zamboanga que contaba con 91 ½ tributos.

"...Polloc de 472 habitantes, está situado en la costa sur al este de la gran bahía de Illana; su puerto es abrigado, limpio, de mucho braceaje y, aunque abierto al Oeste, le protege la isla Bongo, que se halla delante do su entrada. Era comandancia militar dependiente de Cotabato y tenía estación naval establecida en dicho pueblo; posee un muy buen dique donde limpian sus fondos los cañoneros. Tiene por visitas Simuay ó Amadeo y el barrio de Panay. ..."
El Archipiélago Filipino.
 Colección de datos. 
Por algunos padres de la Misión de la Compañía de Jesús en estas islas.

### Posición estratégica
Polloc dista de Zamboanga cuarenta leguas, y su cercanía á la residencia del Sultán de Mindanao y su excelente posición, aconsejan el que no se omita nada para que la población aumente y se forme una colonia, que por medio del comercio atraiga á los moros, como el único mercado donde tienen posibilidad de hacerse de géneros y otros objetos  de necesidad.
Frente de Polloc hay una isla llamada de Bongo, y su cercanía abriga el puerto.

## Comandancia político-militar
Los comandantes político-militares tenían las mismas atribuciones que los civiles, excepto en lo económico, cuya gestión era privativa de los administradores de Hacienda en las provincias, donde los gobernadores no eran, al propio tiempo, subdelagados del ramo. 
Su gobierno estaba a cargo de un Teniente de navío de 1ª que ejercía las funciones judiciales con un secretario asesor letrado, y las económicas como subdelegado de hacienda.